# International Football Association Board
La International Football Association Board (IFAB), conocida en español como la F. A. Board Internacional, es una asociación internacional conformada por las cuatro asociaciones de fútbol del Reino Unido y la FIFA. Es la encargada de definir las reglas del fútbol a nivel mundial y sus futuras modificaciones. Fue fundada en 1886 en la ciudad de Londres, Inglaterra, Reino Unido.

## Historia
La gran unificación de los códigos del fútbol de 1863, cuando también se creó la Football Association de Inglaterra, es considerada como la fundación del fútbol moderno, pero dichas reglas fueron adaptadas al estilo de juego de los futbolistas y clubes ingleses, diferenciándose de los estilos de los demás países del Reino Unido.
El 6 de diciembre de 1882 en Mánchester las cuatro asociaciones regionales del Reino Unido llegaron a un acuerdo para definir reglas del juego en común. La fundación de la IFAB y su primera reunión oficial se dio el 2 de junio de 1886 en Londres, Inglaterra, por las cuatro asociaciones: la Scottish Football Association (Escocia), la Football Association of Wales (Gales), la Football Association (Inglaterra) y la Irish Football Association (toda Irlanda hasta 1921 y solo Irlanda del Norte desde la división de la isla). Los objetivos de la reunión fueron el de crear un reglamento de fútbol para usarse simultáneamente en todo el Reino Unido y posteriormente en el resto del mundo. Además, la IFAB estaría a cargo de dirigir la primera competición de selecciones nacionales a nivel internacional: el British Home Championship, que se disputó desde la temporada 1883-84 a la 1983-84.
En 1913 la IFAB aceptó como miembro a la Federación Internacional de Fútbol Asociación, órgano rector del fútbol a nivel mundial fundado en 1904. En 1958 se aprobó una moción, la cual daba a la FIFA más poder dentro de la asociación para tomar las decisiones en los cambios de reglas.
En 1914 se llevó a cabo la primera reunión de la recientemente modificada IFAB. La misma se realizó en la ciudad de París. A partir de la segunda reunión de 1924 se celebra en forma anual. La última gran modificación a las reglas del fútbol fueron en 1997, donde el documento total fue aumentado en un 30% con respecto al último gran cambio de 1938.

## Funcionamiento
La IFAB se reúne dos veces por año, pero cuatro semanas antes de la primera reunión los miembros de la FIFA deben enviar una copia de los cambios que proponen a la asociación que organiza la reunión. Luego la FIFA organiza  y cambia como quiere el documento resumiendo todas las propuestas, el cual es distribuido entre todas las asociaciones.
La primera reunión se realiza entre febrero y marzo. Recibe el nombre de Reunión General Anual,  y en ella se discuten los cambios al reglamento del fútbol.
Entre septiembre y octubre se lleva a cabo la Reunión Anual de Negocios, donde se tratan temas internos de la IFAB, pero no está permitida la alteración de las reglas del juego.
Cada tema tratado en la IFAB se pone a votación. Cada una de las asociaciones del Reino Unido (Escocia, Gales, Inglaterra e Irlanda del Norte) tiene un voto, mientras que la FIFA tiene 4 votos. Para que una moción sea aceptada, debe tener a favor por lo menos los cuatro votos de la FIFA, y 2 de los 4 votos de las asociaciones del Reino Unido. Cabe aclarar que los 4 votos de la FIFA son un mismo sufragio, y no se pueden usar en forma separada.